# Internationale Kinder- und Jugendliteratur beim Internationalen Literaturfestival Berlin 2012

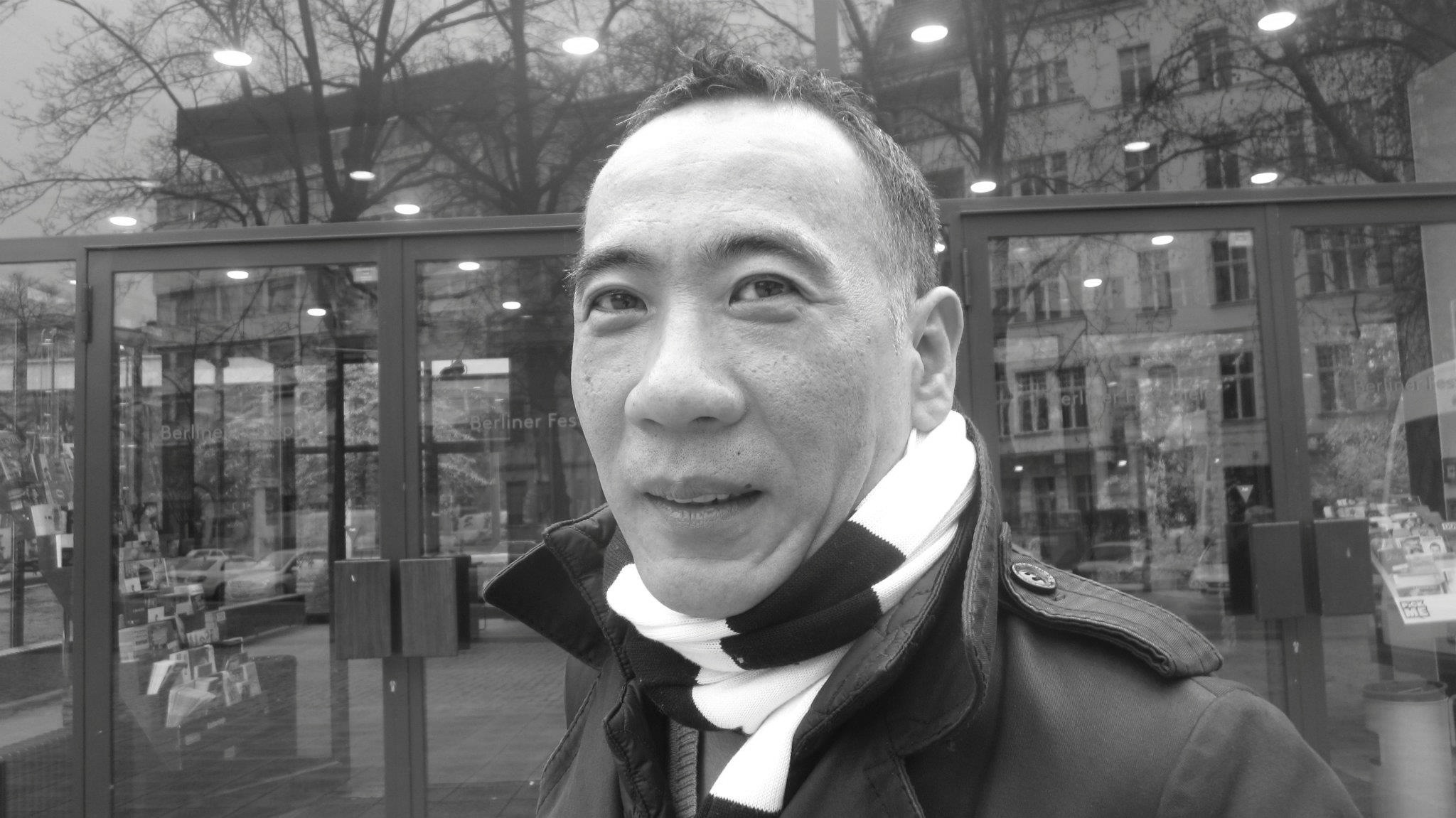
Chen Jianghong im April 2012 zur Vorbereitung seiner Festivalteilnahme vor dem Haus der Berliner Festspiele in Berlin

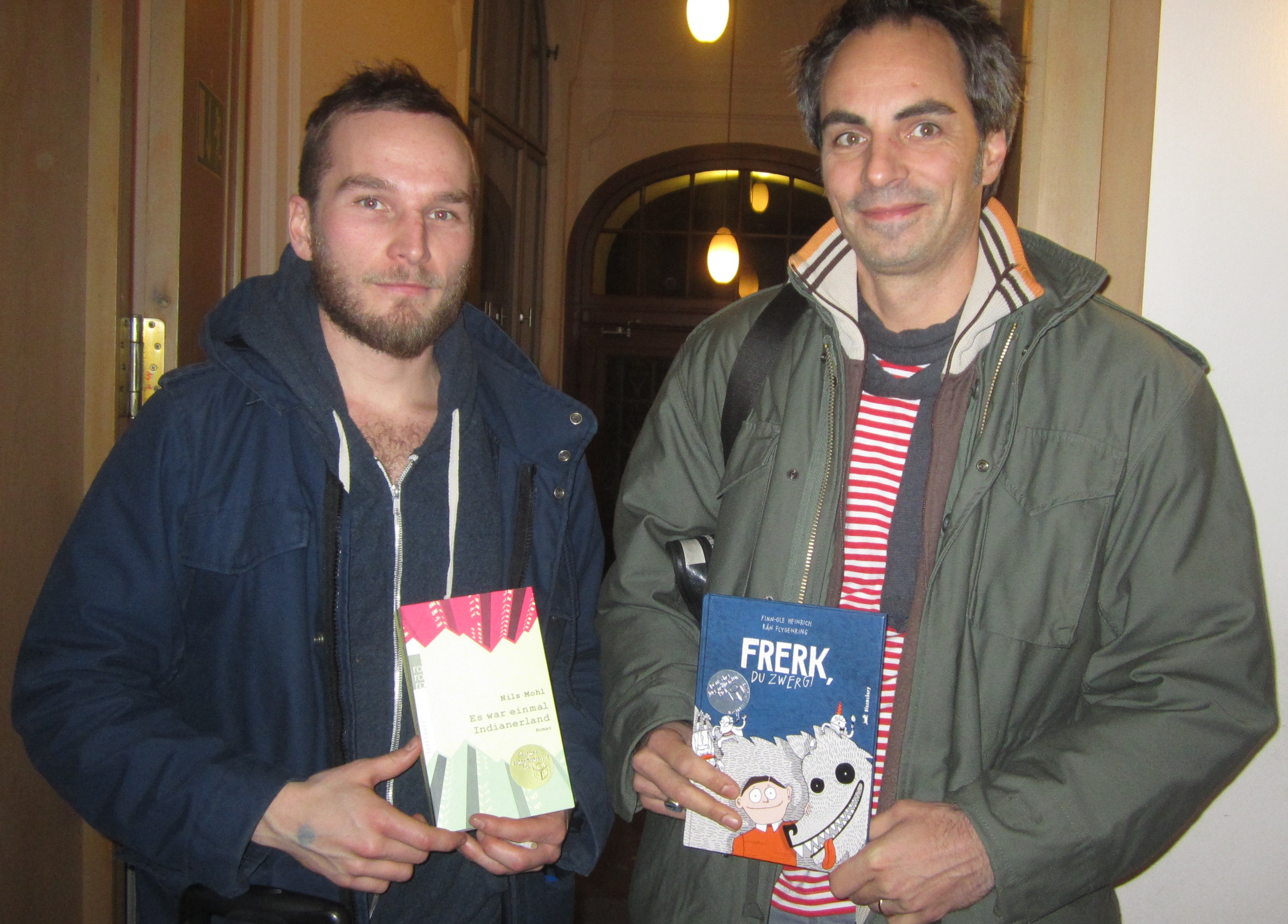
Finn-Ole Heinrich (links) und Nils Mohl (rechts), Gäste des Kinder- und Jugendprogramms des ilb 2012 am 17. Nov. 2012 beim 10. Steglitzer Literaturfest in der Schwartzschen Villa in Berlin

Das 12. Internationale Literaturfestival Berlin (Eigenbezeichnung: ilb) mit dessen Festivalsektion Internationale Kinder- und Jugendliteratur fand vom 4. bis zum 16. September 2012 statt. Hauptveranstaltungsort war das Haus der Berliner Festspiele.

## Gäste
| Autor bzw. Illustrator | Nationalität          | auf dem Festival vorgestellte Bücher |
| ---------------------- | --------------------- | --- |
| Azouz Begag            | Frankreich            | Azouz, der Junge vom Stadtrand (1998) / Le Gone du Chaâba (1986), Fast überall - Die Geschichte eines algerischen Jungen in Frankreich (2000) / Béni ou le Paradis privé (1989)                                                   |
| Farideh Chalatbarie    | Iran                  | Der Schakal am Hof des Löwen / Tobeh (2011), Busfahrt ins Ungewisse (2012)/ Otoboose avazi (2007) |
| Mariana Chiesa Mateos  | Argentinien / Italien | No hay tiempo para jugar - Relatos de niños trabajadores (2004, unübersetzt), Migrando (2010, unübersetzt) |
| Iwona Chmielewska      | Polen                 | Blumkas Tagebuch - Vom Leben in Janusz Korczaks Waisenhaus (2011) / Pamietnik Blumki (2011) |
| Gabriela Cichowska     | Polen                 | Fantje (2010) / Słoniątko (2011), Fräulein Esthers letzte Vorstellung - Eine Geschichte aus dem Warschauer Ghetto (2013) |
| Kate De Goldi          | Neuseeland            | abends um 10 (2011) / The 10PM Question (2008) |
| Jan De Leeuw           | Belgien               | Nachtland (2007), Schrödinger, Dr. Linda und eine Leiche im Kühlhaus (2010) / Bevroren Kamers (2009), Roter Schnee auf Thorsteinhalla (2010) / Rode Sneeuw (2007)                                                                 |
| Dibou                  | Frankreich / Ägypten  | Chronik einer verschwundenen Stadt (2012) / Chroniques de la Nécropole (2011) |
| Enzo                   | Taiwan                | Ein Jahr lang Schüler 34 in Klasse A (2011) / 一年甲班34号,Yaoguai mofan sheng / 妖怪模範生 (2011, unübersetzt, deutsche Übersetzung des Titels: Musterschüler Monster)                                                           |
| Golo                   | Frankreich / Ägypten  | B. Traven - Portrait eines berühmten Unbekannten / B. Traven – Portrait d’un anonyme célèbre (2011), Chronik einer verschwundenen Stadt (2012) / Chroniques de la Nécropole (2011)                                                |
| John Green             | USA                   | Das Schicksal ist ein mieser Verräter (2012) / The Fault in our Stars (2012) |
| Finn-Ole Heinrich      | Deutschland           | die taschen voll wasser (2005), Gestern war auch schon ein Tag (2009), Du drehst den Kopf, ich dreh den Kopf - Erzählungen und Songs (2010), Frerk, du Zwerg! (2011), Cliffhanger (2011)                                          |
| Tendai Huchu           | Simbabwe / Schottland | Der Friseur von Harare (2011) / The Hairdresser of Harare (2010) |
| Adam Jaromir           | Polen / Deutschland   | Zarafa (2009), Fantje (2010), Fräulein Esthers letzte Vorstellung - Eine Geschichte aus dem Warschauer Ghetto (2013) |
| Gerald Jatzek          | Österreich            | Rabauken-Reime (2011) |
| Chen Jianghong         | China / Frankreich    | Han-Gan und das Wunderpferd / Le cheval magique de Han Gan (2004), An Großvaters Hand - Meine Kindheit in China (2009) / Mao et moi (2008)                                                                                        |
| Mariana Chiesa Mateos  | Argentinien           | Keine Zeit zu spielen - Arbeiterkinder sprechen über ihr Leben (2012), Migration (2012) |
| Nils Mohl              | Deutschland           | Es war einmal Indianerland (2011) |
| Salah Naoura           | Deutschland           | Matti und Sami und die drei größten Fehler des Universums (2011), Dilip und der Urknall und was danach bei uns geschah (2012) |
| Uri Orlev              | Polen / Israel        | Das Sandspiel / החול משחק, Lauf, Junge, Lauf! (2004) / רוץ ,לדי ,רוץ, Ein Königreich für Eljuscha (2011)/ השמש מערבות התיבה |
| Maria Papayanni        | Griechenland          | Ως διά μαγείας / Os dia magias (2006, unübersetzt, deutsche Übersetzung des Titels: Wie durch Magie), Το δέντρο το μονάχο / To dendro to monacho (2010, unübersetzt, deutsche Übersetzung des Titels: Der einsame Baum)           |
| Maria Parr             | Norwegen              | Waffelherzen an der Angel (2008) / Vaffelhjartje (2005), Sommersprossen auf den Knien (2010) / Tonje Glimmerdal (2010) |
| Peter Pohl             | Schweden              | Der Regenbogen hat nur acht Farben (1993) / Regnbågn har bara åtta färger (1986), Anton, ich mag dich (2009), Meine Freundin Mia (2012) / En vän som heter Mia (2011)                                                             |
| Iva Procházková        | Tschechien            | Elias und die Oma aus dem Ei (2003), Die Nackten (2008), Orangentage (2012) |
| Janne Teller           | Dänemark / USA        | Nichts - Was im Leben wichtig ist (2010) / Intet (2000), Krieg - Stell dir vor, er wäre hier (2011) / Hvis der var krig i norden (2004)                                                                                           |
| J. R. R. Tolkien       | Großbritannien        | Retrospektive: Der kleine Hobbit (1957) |
| Rachel Ward            | Großbritannien        | Numbers - Den Tod im Blick (2010), Numbers - Den Tod vor Augen (2011), Numbers - Den Tod im Griff (2012) |
| Robert Paul Weston     | Großbritannien        | Zorgamazoo (2012) |
| Floortje Zwigtman      | Niederlande           | Wolfsrudel (2006) / Wolfsroedel (2002), Ich, Adrian Mayfield (2008) / Tegenspel (2007), Adrian Mayfield - Versuch einer Liebe (2009) / Schijnbewegingen (2008), Adrian Mayfield - Auf Leben und Tod (2011) / Spiegeljongen (2008) |

## Allgemeines
Im Jahr 2012 fand das ilb vom 4. bis zum 16. September 2012 statt, die Veranstaltungen des Kinder- und Jugendprogramms vom 3. bis 15. September 2012. 27 Autoren und Illustratoren waren eingeladen.
Kurzfristig musste Chen Jianghong seine Festivalteilnahme absagen. Für die Festivalteilnahme der Gäste wurden Texte von Mariana Chiesa Mateos, Enzo, Maria Papayanni und Farideh Chalatbarie durch das Festival übersetzt. Als Deutschlandpremiere stellten Autoren und Illustratoren folgende Bücher vor: Busfahrt ins Ungewisse (Farideh Chalatbarie), Das Schicksal ist ein mieser Verräter (John Green), Der magische Baum (Maria Papayanni), Dilip und der Urknall und was danach bei uns geschah (Salah Naoura), Ein Jahr lang Schüler 34 in Klasse A (Enzo), Fräulein Esthers letzte Vorstellung - Eine Geschichte aus dem Warschauer Ghetto (Adam Jaromir, Gabriela Cichowska), Keine Zeit zu spielen (Mariana Chiesa Mateos), Meine Freundin Mia (Peter Pohl), Migration (Mariana Chiesa Mateos), Musterschüler Monster (Enzo), Wie durch Magie (Maria Papayanni), Wölfe und Menschen (Farideh Chalatbarie) und Zorgamazoo (Robert Paul Weston). Eine Retrospektive fand mit einer Veranstaltung zu J. R. R. Tolkiens Buch Der Hobbit statt.
Das Haus der Berliner Festspiele war mit drei Bühnen (Große Bühne, Seitenbühne und Probebühne) der Hauptveranstaltungsort der Programmsparte. Daneben fanden verschiedene Veranstaltungen in Kulturzentren (Die gelbe Villa, Gartenarbeitsschule Ilse Demme, Jugendkulturzentrum Pumpe, Schwarzkopf-Stiftung Junges Europa, Weinmeisterhaus, Verlagshaus Jacoby & Stuart), Museen (Anne-Frank-Zentrum, Deutsches Historisches Museum, Fliegendes Theater, Gemäldegalerie, Museum Europäischer Kulturen, Pergamonmuseum) und Theatern (Deutsches Theater, Grips-Theater, Neuköllner Oper, Schaubude, Schwules Museum, Theater an der Parkaue) statt. Zu den Kooperationspartnern gehörten: Berliner Literatur Initiative, Institut für Deutsche und Niederländische Philologie der Freien Universität Berlin, JugendKulturService, Le Matou - Internationale Kinder- und Versandbuchhandlung, Kreuzberger Kinderstiftung, Treffen Junger Autoren.
Wie in den Vorjahren war Škoda Auto der Hauptsponsor des Kinder- und Jugendprogramms. Daneben wurde das Kinder- und Jugendprogramm von verschiedenen anderen Institutionen gefördert, unter anderem durch das Programm ViVaVostok - Kinder- und Jugendliteratur aus Mittel- und Osteuropa der Robert Bosch Stiftung.
Im Rahmen einer Kooperation mit einem Seminar des Instituts für Deutsche und Niederländische Philologie der FU Berlin wurde exklusives Unterrichtsmaterial zu verschiedenen Büchern der Gastautoren und -illustratoren erstellt. Dieses Unterrichtsmaterial wurde den am Festival teilnehmenden Schülern kostenlos zur Verfügung gestellt (Liste unvollständig):
| Autor bzw. Illustrator           | Buch                                                | von der FU Berlin erstelltes Unterrichtsmaterial für Klassenstufe |
| -------------------------------- | --------------------------------------------------- | ----------------------------------------------------------------- |
| Farideh Chalatbarie              | Der Schakal am Hof des Löwen (2011)                 | 1–3                                                               |
| Chen Jianghong                   | An Großvaters Hand - Meine Kindheit in China (2009) | 4–6                                                               |
| Adam Jaromir                     | Zarafa (2009)                                       | 3–4                                                               |
| Adam Jaromir, Gabriela Cichowska | Fantje (2010)                                       | 1                                                                 |

## Specials
Projekt Frerk, du Zwerg!-Theaterstück
Als Koproduktion der Neuköllner Oper und des ilb feierte im September 2012 die Kinderoper Frerk, du Zwerg! Premiere auf dem ilb.
Projekt Schülermoderationen
Seit 2007 gibt es eine Kooperation zwischen der Berlin Literatur Initiative (BLI) und dem Kinder- und Jugendprogramm des ilb. Im Zuge eines Literaturworkshops des BLI arbeiten Schüler zu den Büchern der Festivalautoren und moderierten anschließend deren Lesungen. Während des Festivals 2012 wurde die Kooperation auf drei Veranstaltungen ausgebaut, die von Schülern moderiert wurden.
Projekt Meisterklasse
Erstmals richtete das ilb 2012 zusammen mit dem Treffen Junger Autoren eine Berliner Meisterklasse aus, bei der Autoren des Festivals Meisterklassen für jungen Autoren des Treffens junger Autoren durchführen. Die ersten beiden Meisterklassen fanden unter der Leitung von Nils Mohl und Priya Basil während des ersten Festivalwochenendes im Haus der Berliner Festspiele statt.
Buchmesse-Gastland
Wie auch in den Vorjahren war ein Autor des aktuellen Gastlandes der Frankfurter Buchmesse, 2012 Neuseeland, zu Gast: Kate De Goldi.

## ProjektEine Geschichte für Europa
Im Rahmen einer Förderung durch das Programm Kultur der Generaldirektion Bildung und Kultur der Europäischen Kommission fanden 2012 im Rahmen des Kinder- und Jugendprogramms nicht nur Lesungen und Workshops statt, sondern auch verschiedene Fachpanels für Expertenpublikum, die unter dem Leitthema Eine Geschichte für Europa – Welche Kinder- und Jugendliteratur braucht Europa? standen. Teil dieses Projekts war die Einrichtung einer Bibliothek für junge Europäer, die aus Buchempfehlungen der eingeladenen Autoren und Illustratoren besteht und während des Festivals im Haus der Berliner Festspiele ausgestellt wurde. Folgende Bücher sind Teil der Bibliothek für junge Europäer:
| Autor bzw. Illustrator | Titel des empfohlenen Buches                                                                | Autor bzw. Illustrator des empfohlenen Buches  |
| ---------------------- | ------------------------------------------------------------------------------------------- | ---------------------------------------------- |
| Azouz Begag            | Vol de Nuit (1931) / Nachtflug (1960)                                                       | Antoine de Saint-Exupéry                       |
| Farideh Chalatbarie    | Me and My Friends (2006)                                                                    | Farideh Chalatbarie                            |
| Chen Jianghong         | Struwwelpeter (1845)                                                                        | Heinrich Hoffmann                              |
| Mariana Chiesa Mateos  | Het Achterhuis - Dagboekbrieven (1947) / Tagebuch der Anne Frank (1950) und Migrando (2010) | Anne Frank und Mariana Chiesa Mateos           |
| Iwona Chmielewska      | Ein Geburtstag (2007)                                                                       | Doris Meisner-Johannknecht und Melanie Kemmler |
| Gabriela Cichowska     | Mirror (2010)                                                                               | Jeannie Baker                                  |
| Dibou                  | Gone with the wind (1936) / Vom Winde verweht (1937)                                        | Margaret Mitchell                              |
| Enzo                   | O Alquimista (1988) / Der Alchimist (1991)                                                  | Paulo Coelho                                   |
| Kate De Goldi          | The Red Shoe                                                                                | Ursula Dubosarsky                              |
| Golo                   | Treasure Island (1881) / Die Schatzinsel (1897)                                             | Robert Louis Stevenson                         |
| Finn-Ole Heinrich      | De baas van alles (2007) / Wer ist hier der Chef? (2011)                                    | Bart Moeyaert                                  |
| Tendai Huchu           | Fahrenheit 451 (1953)                                                                       | Ray Bradbury                                   |
| Adam Jaromir           | Couleurs du jour (2010) / Farben des Tages (2010)                                           | Květa Pacovská                                 |
| Gerald Jatzek          | The Oxford Nursery Rhyme Book (1951)                                                        | Iona Opie und Peter Opie                       |
| Jan De Leeuw           | Dance on my Grave (1982) / Tanz auf meinem Grab (1984)                                      | Aidan Chambers                                 |
| Nils Mohl              | La vie commune. Essai d'anthropologie générale (1995) / Abenteuer des Zusammenlebens (1998) | Tzvetan Todorov                                |
| Salah Naoura           | Alabama Moon (2006)                                                                         | Watt Key                                       |
| Uri Orlev              | Bambi (1923)                                                                                | Felix Salten                                   |
| Maria Papayanni        | Odyssee                                                                                     | Homer                                          |
| Maria Parr             | Ronja Rövardotter (1981) / Ronja Räubertochter (1982)                                       | Astrid Lindgren                                |
| Peter Pohl             | Mio, min Mio (1954) / Mio, mein Mio (1955)                                                  | Astrid Lindgren                                |
| Iva Procházková        | The Wall (2007) / Die Mauer (2007)                                                          | Peter Sís                                      |
| Janne Teller           | A History of western philosophy (1945) / Philosophie des Abendlandes (1950)                 | Bertrand Russell                               |
| Rachel Ward            | The golden compass (1995) / Der goldene Kompass (1998)                                      | Philip Pullman                                 |
| Robert Paul Weston     | Momo (1973)                                                                                 | Michael Ende                                   |
| Floortje Zwigtman      | Junk (1996)                                                                                 | Melvin Burgess                                 |

## Presseschau
„Sofort weiß man, woher der Wind weht: Wir haben es mit einem Barden zu tun, mit einem jener Dichter, die fest davon überzeugt sind, Kinder sollten vor allem eins haben: ihren eigenen Kopf. Nach dem dritten Akkord stellt sich zudem heraus: Gerald Jatzek hat den Dreh raus, er weiß, wie Kinder aus der Reserve zu locken sind, und nimmt sofort Kontakt zu ihnen auf. Und schließlich, als Jatzek das Lied von der Ahnfrau aus seinen 'Raubauken-Reimen' zum Vortrag bringt, ist der Löwe vollends los. Die Kinder singen mit und quietschen vor Vergnügen – selbst die, die mit beflissenen Eltern und im gebügelten Hemd erschienen sind. Denn hier geht es nicht um Bildung, sondern um liederliche Manieren: 'Die Ahnfrau von Burg Glockenhaus zieht niemals ihre Socken aus. Sie trägt dasselbe graue Paar das zweihundertundzwölfte Jahr.'“

„Wenn aus allen Richtungen Schülergruppen mit ihren Lehrern ins Haus der Berliner Festspiele strömen, ist klar: Das Internationale Literaturfestival Berlin hat begonnen. In diesem September, bei der 12. Ausgabe des Festivals, ist die Sparte Internationale Kinder- und Jugendliteratur noch einmal kräftig gewachsen. 27 Autoren und Illustratoren aus aller Welt gaben sich die Klinke in die Hand; Autoren, die in der internationalen Kinder- und Jugendliteraturszene einen Namen haben, aber auch solche die hierzulande noch zu entdecken sind.“

„Er schreibt auch Gedichte, sagt die Moderatorin. Er könne nun eins vortragen. Da legt sich Stille über den Saal, keine andächtige, eher eine erschrockene. Salah Naoura hat doch gerade so lustig aus Dilip und der Urknall gelesen. Das ist ein Buch über einen neunjährigen Jungen, der plötzlich einen Bruder bekommt, einen adoptierten aus Indien, der die Familie ordentlich aufmischt. Und nun so etwas. Der Mann kann seine Gedichte sogar auswendig und fängt an: „Du bist so herrlich hundsgemein“ – und hat die 400 Kinder vor sich schon wieder eingefangen. „Ich weiß auch nicht, was das soll/ Ich finde dich zum Kotzen toll.“ So klingt es also, wenn Monster sich die Liebe erklären. Als er fragt, ob er noch was aus dem Buch lesen solle, brüllt ihm ein „Jaaa!“ entgegen. Die Premiere ist geglückt. Salah Naouras, denn er hat zum ersten Mal aus diesem Buch gelesen, die des Internationalen Literaturfestivals Berlin, denn es ist die erste Veranstaltung auf der großen Bühne im Haus der Berliner Festspiele am Montagmorgen.“